# Bloodhope Burn
Der Bloodhope Burn ist ein Wasserlauf in Dumfries and Galloway, Schottland. Er entsteht südlich des Bloodhope Head und fließt in südlicher Richtung, um mit dem Cross Sike den Tomleuchar Burn zu bilden.